# Everything (album des Bangles)
Pour les articles homonymes, voir Everything.
Albums de The Bangles
Different Light
(1986) Doll Revolution
(2003)
Singles
1. In Your Room
Sortie : octobre 1988
2. Eternal Flame
Sortie : 17 février 1989
3. Be With You
Sortie : juin 1989
4. I'll Set You Free
Sortie : octobre 1989

Everything est le 3e album du groupe américain de rock The Bangles, publié en 1988 par Columbia Records.

## Liste des chansons
| No  | Titre                   | Auteur                                    | Durée |
| --- | ----------------------- | ----------------------------------------- | ----- |
| 1.  | In Your Room            | Susanna Hoffs, Tom Kelly, Billy Steinberg | 3:29  |
| 2.  | Complicated Girl        | Michael Steele, David White               | 3:40  |
| 3.  | Bell Jar                | Debbi Peterson, Vicki Peterson            | 3:21  |
| 4.  | Something to Believe In | Eric Lowen, Dan Navarro, Steele, White    | 4:06  |
| 5.  | Eternal Flame           | Hoffs, Kelly, Steinberg                   | 4:00  |
| 6.  | Be With You             | Walker Igleheart, D. Peterson             | 3:02  |
| 7.  | Glitter Years           | Steele, White                             | 3:41  |
| 8.  | I'll Set You Free       | Hoffs, Lowen, White                       | 4:29  |
| 9.  | Watching the Sky        | Hoffs, V. Peterson                        | 4:11  |
| 10. | Some Dreams Come True   | Igleheart, D. Peterson                    | 3:27  |
| 11. | Make a Play for Her Now | V. Peterson, Vinnie Vincent               | 3:48  |
| 12. | Waiting for You         | Hoffs, Kelly, Steinberg                   | 3:38  |
| 13. | Crash and Burn          | V. Peterson, Rachel Sweet                 | 2:36  |

## Classements et certifications

### Classements
| Classement musical            | Meilleure position |
| ----------------------------- | ------------------ |
| Allemagne (Media Control AG)  | 15                 |
| Australie (ARIA)              | 7                  |
| Autriche (Ö3 Austria Top 40)  | 8                  |
| États-Unis (Billboard 200)    | 15                 |
| France (SNEP)                 | 12                 |
| Nouvelle-Zélande (RIANZ)      | 15                 |
| Pays-Bas (Mega Album Top 100) | 4                  |
| Royaume-Uni (UK Albums Chart) | 5                  |
| Suède (Sverigetopplistan)     | 20                 |
| Suisse (Schweizer Hitparade)  | 10                 |

| Pays        | Ventes      | Certifications |
| ----------- | ----------- | -------------- |
| Australie   | 70 000 +    | Platine        |
| Canada      | 100 000 +   | Platine        |
| Espagne     | 50 000 +    | Or             |
| États-Unis  | 1 000 000 + | Platine        |
| France      | 100 000 +   | Or             |
| Royaume-Uni | 300 000 +   | Platine        |
| Suisse      | 25 000 +    | Or             |

## Accueil critique
Mark Deming, d'AllMusic, lui donne 3,5 étoiles sur 5. Jimmy Guterman, de Rolling Stone, lui donne 3 étoiles sur 5. Robert Christgau lui donne la note de B-.